# Break (canção)
"Break" é o primeiro single da banda Three Days Grace, do terceiro álbum de estúdio Life Starts Now, lançado em 2009.

## Paradas
| Parada (2009)                               | Posição |
| ------------------------------------------- | ------- |
| Estados Unidos - Billboard Hot 100          | 82      |
| Estados Unidos - Alternative Songs          | 4       |
| Estados Unidos - Hot Mainstream Rock Tracks | 1       |
| Estados Unidos - Rock Songs                 | 1       |
| Canadá - Canadian Hot 100                   | 26      |